# Robert Moray
Robert Moray PRS (10 de Março de 1609 — 4 de Julho de 1673) foi um soldado escocês, estadista, diplomata, juiz, espião, maçom e filósofo natural. Ele era bem conhecido de Carlos I e Carlos II, e dos cardeais franceses Cardeal Richelieu e Jules Mazarin. Ele participou da reunião do comitê de 12 de 1660 em 28 de novembro de 1660 que levou à formação da Royal Society e foi influente na obtenção de sua Carta Real e na formulação de seus estatutos e regulamentos. Foi também seu primeiro presidente, de 1660 a 1662.

## Juventude
Moray era o mais velho de dois filhos de um laird de Perthshire, Sir Mungo Moray de Craigie. Seu avô era Robert Moray de Abercairney (perto de Crieff), e sua mãe era filha de George Halket de Pitfirran, Dunfermline.
Biógrafos afirmaram que Moray frequentou a Universidade de St Andrews e continuou sua educação universitária na França, no entanto, o próprio Moray escreveu a seu amigo Alexander Bruce (que provavelmente frequentou St Andrews), propondo jocosamente um debate entre os 2 homens, no qual Moray disse que forçaria Bruce a "esfregar sua linguagem de St Andrews" e "alguém pode te dar muito trabalho que dificilmente estaria mais longe do Leste do que Cowper" (Cupar fica a vários quilômetros a oeste de St Andrews). O nome de Moray não aparece nos registros de matrícula da universidade.
Moray parece ter se interessado pela ciência aplicada desde cedo. Em 1623, ele visitou a ilha artificial construída no Firth of Forth em Culross por Sir George Bruce (avô de Alexandre), da qual o carvão era extraído. Em uma carta escrita mais tarde em sua vida, Moray cita 1627 como o ano em que começou a estudar "para compreender e regular minhas paixões".
Em 1633, ele se juntou à Garde Écossaise, um regimento que lutou sob o comando do Coronel John Hepburn no exército de Luís XIII. Ele se tornou o favorito do Cardeal Richelieu, que o usou como agente (espião). Richelieu promoveu Moray a tenente-coronel e o enviou para se juntar ao exército Covenanters em Edimburgo em 1638. Experiente em engenharia militar, ele foi nomeado intendente geral do Exército Escocês que invadiu a Inglaterra em 1640 na Segunda Guerra dos Bispos e tomou Newcastle upon Tyne.
Vários maçons membros da Loja de Edimburgo o iniciaram na Maçonaria em 20 de maio de 1641. Embora ele tenha sido iniciado em uma loja escocesa, o evento ocorreu ao sul da fronteira: este é o primeiro registro existente de um homem sendo iniciado na especulação Maçonaria em solo inglês. Posteriormente, ele usou regularmente a estrela de cinco pontas, sua marca maçônica, em sua correspondência.
Robert Moray retornou à França em 1643 e foi capturado em Tuttlingen em novembro daquele ano. Após sua libertação e morte de James Campbell, primeiro conde de Irvine, Moray assumiu o comando da Garde Écossaise.

## Após 1649
Moray ajudou a persuadir o Príncipe de Gales, o futuro Carlos II, a visitar a Escócia para sua coroação como Rei dos Escoceses em Scone em 1º de janeiro de 1651. Carlos então invadiu a Inglaterra vindo da Escócia, mas foi derrotado na Batalha de Worcester em setembro de 1651, e forçado a fugir para a França.
Na Escócia, Moray se tornou Lord Justice Clerk, Conselheiro Privado e Lord of Session em 1651. Ele se casou com Sophia Lindsay, filha de David Lindsay, 1º Lord Balcarres, mas ela morreu no parto em 2 de janeiro de 1653 e a criança nasceu morta. Moray se juntou a um levante escocês em 1653 que foi suprimido por Cromwell, e Moray retornou ao continente em 1654. Moray passou um tempo em Bruges em 1656, depois em Maastricht até 1659, quando se juntou a Charles em Paris. Após a restauração de Carlos II, Moray foi um dos fundadores da Royal Society em sua primeira reunião formal na quarta-feira, 28 de novembro de 1660, nas instalações de Gresham College em Bishopsgate, no qual Christopher Wren, deu uma palestra. Os doze presentes eram uma mistura interessante de quatro realistas (William Brouncker 2º Visconde Brouncker; Alexander Bruce 2º Conde de Kincardine; Sir Paul Neile; William Balle) e seis Parlamentares (John Wilkins, Robert Boyle, Jonathan Goddard, William Petty, Lawrence Rooke, Christopher Wren) e dois outros com visualizações menos fixas (ou mais flexíveis), Abraham Hille Moray. Moray foi influente na obtenção de sua Carta Real para a nova sociedade e na formulação de seus estatutos e regulamentos.
Moray tornou-se Conselheiro Privado novamente em fevereiro de 1661 e, mais tarde, foi Lord do Tesouro. Seu irmão mais novo, Sir William Moray, foi Mestre em Obras de Carlos II. O rei concedeu-lhe um apartamento no Palácio de Whitehall, onde se envolveu em experimentos químicos. Ele se tornou um recluso mais tarde na vida e, na época de sua morte, era praticamente um mendigo. Ele foi enterrado na Abadia de Westminster por ordem do rei. Seu túmulo não está marcado, mas seu nome aparece na pedra de Abraham Cowley, perto das cinzas de Geoffrey Chaucer e Edmund Spenser.
Moray teve uma série de amigos notáveis: James Gregory, Samuel Pepys, Thomas Vaughan, Andrew Marvell, John Evelyn e Gilbert Burnet.